# Ildefonsas Petkevičius
Ildefonsas Petkevičius (* 24. September 1958 in Kušleikiai bei Kelmė) ist ein litauischer Politiker, Bürgermeister der Rajongemeinde Kelmė.

## Leben
Nach dem Abitur 1976 an der Mittelschule Nemakščiai absolvierte Petkevičius 1981 das Diplomstudium Agraringenieurwesen und Mechanik an der Landwirtschaftsakademie Litauens bei Kaunas. Von 1982 bis 1986 arbeitete er als leitender Ingenieur und Mechaniker im Kolchos von Stulgiai. Ab 1986 leitete Petkevičius einen Kolchos in Žalpiai und von 1992 bis 2019 das Agrarunternehmen žemės ūkio bendrovė „Kerkasiai“. 2019 wurde er Ratsmitglied von Kelmė und 2021 Bürgermeister der Rajongemeinde. 2023 wurde er zur weiteren Amtszeit direkt ausgewählt.
Petkevičius ist auch Landbauer und Mitglied eines örtlichen Bauernvereins, des Rotary-Clubs von Kelmė.
Er ist parteilos.

## Familie
Petkevičius ist verheiratet. Seine Frau ist Kommunalbeamtin und arbeitet in der Verwaltung der Rajongemeinde Kelmė.